# Universal Epic Universe
Universal Epic Universe é um parque temático que está sendo construído como parte do Universal Orlando Resort em Orlando, Flórida. Sua construção foi anunciada em agosto de 2019 , mas foi adiada em abril de 2020 devido à pandemia de COVID-19. A maior parte da construção foi interrompida em julho de 2020 por quase um ano antes de ser reiniciada em março de 2021.
Com inauguração prevista para 22 de maio de 2025, o Epic Universe será o quarto parque temático a ser inaugurado no Universal Orlando Resort.

## Localização
O parque temático estará localizado a alguns quilômetros ao sul do resort existente, em uma área maior de 750 acres (300 ha) ao sul da Sand Lake Road e a leste da Universal Boulevard.

## História
A NBCUniversal anunciou em 1º de agosto de 2019 que estava construindo um terceiro parque temático como parte do Universal Orlando Resort. Sem divulgar detalhes, Tom Williams, presidente e diretor executivo da Universal Parks & Resorts, disse que o Epic Universe seria o "parque temático mais imersivo e inovador" da empresa. Funcionários da Comcast e da NBCUniversal disseram que o parque criaria 14.000 empregos adicionais, incluindo profissionais, técnicos, culinários e outros cargos especializados. Uma possível data de abertura do parque não foi anunciada imediatamente. Em outubro de 2019, a Universal anunciou que o parque seria inaugurado em 2023.
O projeto foi adiado indefinidamente em julho de 2020 devido à pandemia de COVID-19, mas em 3 de março de 2021, a Comcast anunciou o reinício imediato da construção. Em 27 de janeiro de 2022, Jeff Shell, CEO da NBCUniversal, afirmou durante uma teleconferência de resultados que o parque abriria no verão de 2025.

## Atrações
O parque, ao todo, será formado por quatro áreas temáticas, interligadas como um hub uma quinta área chamada Cellestial Park. A partir da entrada, em sentido horário, as áreas serão: Super Nintendo World, Dark Universe (temática da Universal Classic Monsters), The Wizarding World of Harry Potter: Ministry of Magic e How to Train Your Dragon: Isle of Berk.

### Cellestial Park
O principal centro do parque é o Celestial Park, um jardim com temática baseada na Astrologia e equipamentos astronômicos que conecta as outras quatro áreas, além de contemplar o hotel Helios Grand Hotel. As duas atrações na área são Constellation Carousel, um carrossel plano com tema celestial semelhante ao SeaGlass Carousel em Nova Iorque, e Stardust Racers, uma montanha-russa de duelo fabricada pela Mack Rides.

### Dark Universe
Destinada aos monstros clássicos dos filmes da Universal Monsters, essa área retrata a sombria Darkmoor Village, onde Victoria Frankenstein, a tataraneta de Victor Frankenstein, segue os passos de sua família na criação de monstros. Seu experimento atual, destinado a colocar todos os monstros lendários sob seu controle, sai pela culatra quando Drácula inicia uma revolta. Em outro lugar da vila há um acampamento estuda a maldição do lobisomem, um antigo moinho de vento que se tornou o quartel-general de um grupo local de caçadores de monstros e uma churrascaria administrada pelos escravos do Drácula.

### How to Train Your Dragon: Isle of Berk
Esta área tem como tema a franquia How to Train Your Dragon e se passa entre o segundo e o terceiro filmes. Os três passeios são Hiccup's Wing Gliders, uma montanha-russa lançada fabricada pela Intamin, Dragon Racer's Rally, um par de passeios Gerstlauer, Sky Fly e Fyre Drill, um passeio de barco interativo fabricado pela Mack Rides.

### Super Nintendo World
Super Nintendo World terá como tema várias franquias de propriedade da Nintendo, com foco principal na franquia Mario. Sua entrada pelo terá como tema um encanamento. Assim como a versão do terreno construído no Universal Studios Japan, contará com o simulador de corrida de realidade aumentada Mario Kart: Bowser's Challenge, além de Yoshi's Adventure, uma atração temática do personagem Yoshi .
Esta área abriga, ainda, uma segunda seção com temática de Donkey Kong Country. O destaque será um novo tipo de montanha-russa patenteada como “Boom Coaster”. A montanha-russa passará por uma pista falsa enquanto está presa a uma pista escondida abaixo, criando a ilusão de que os trens estão saltando sobre lacunas nos trilhos falsos.

### The Wizarding World of Harry Potter: Ministry of Magic
Baseada na franquia Harry Potter, esta área temática retrata Paris da década de 1920 do filme Fantastic Beasts: The Crimes of Grindelwald. Além de cafés, restaurantes e lojas, a área abrigará o Le Cirque Arcanus, um espetáculo teatral sob a forma de circo. O maior destaque da área temática será o Ministério da Magia britânico, onde os visitantes participam do julgamento da vilã Dolores Umbridge, após a derrota de Lord Voldemort, em uma atração que arremessa os visitantes para diversas direções. Num primeiro momento, a atração de Harry Potter teve "fila virtual", através do aplicativo da Universal. 